# Michel Yell
Michel Yell (* 4. April 1875 in Verdun; † 9. Juni 1951 in Poitiers) war ein französischer Schriftsteller.

## Leben und Werk
Jules Michel Iehl, der 1912 den Autorennamen Michel Yell annahm, besuchte das Gymnasium in Troyes, wo seine lebenslange Freundschaft zu Charles Chanvin (1877–1953)   begann. Er studierte Rechtswissenschaft, musste aber nach Bestehen der Licence (aus Geldmangel durch den Tod des Vaters) das Studium abbrechen und in Paris eine Stelle bei der Eisenbahn annehmen. Über Chanvin lernte Yell, der literarische Ambitionen hatte, kurz nach 1900 Charles-Louis Philippe und André Gide kennen, der ihn bewunderte. Etwa zur gleichen Zeit machte er durch Zufall die Bekanntschaft der noch nicht entdeckten und obskur lebenden Schriftstellerin Marguerite Audoux und ging ab 1904 mit der 12 Jahre älteren Frau eine Liaison ein, die bis 1912 dauerte. Er verschaffte seiner Geliebten Zugang zu dem später als Gruppe von Carnetin bekannt gewordenen Kreis von Intellektuellen und Künstlern, dem neben ihm selbst, Philippe und Chanvin noch der Maler Francis Jourdain angehörte, der seinerseits Octave Mirbeau gut kannte, ferner Léon-Paul Fargue, Léon Werth, Marcel Ray, Régis Gignoux (1878–1931) und Valery Larbaud. Der Kreis traf sich von 1904 bis 1907 regelmäßig im Dorf Carnetin, das von Paris aus mit dem Zug erreichbar war.
1908 wurde Yell Friedensrichter in La Loupe, 1909 in Fronton (Haute-Garonne) fern von Paris. Die Beziehung zu Marguerite Audoux erkaltete und er heiratete in Fronton. Seine weitere Laufbahn führte ihn über Saint-Girons und Niort nach Poitiers, wo er ab 1929 wirkte und 1940 in den Ruhestand ging. 1951 erlag er dort einem Unfall.
Nach dem sensationellen Erfolg von Marguerite Audoux‘ Erstling Marie-Claire im Jahre 1910 veröffentlichte auch Yell 1912 seinen unter Schmerzen entstandenen Roman Cauët, fand aber wenig Echo. Nicht anders erging es ihm mit dem 1930 dank Gide ebenfalls bei Gallimard erschienenen Roman Le Déserteur. Für den Kritiker Bernard-Marie Garreau ist das wenig verwunderlich angesichts der stilistischen Zumutungen („outrances stylistiques“) in Yells Texten, die ihm für einen Leser des 21. Jahrhunderts nicht mehr lesbar scheinen.

## Werke
- Cauët. Éditions de la Nouvelle revue française, Paris 1912. Gallimard, Paris 1934.
- Willerholz. Féerie dramatique. In: Commerce 2, 1924, S. 123–157. (nur 1 von 3 geplanten Akten)
- Le Déserteur. Gallimard, Paris 1930.